# John Corigliano
John Corigliano (Nueva York, 16 de febrero de 1938) es un compositor estadounidense de música culta.

## Biografía
John Corigliano, de ascendencia italiana, nació en la ciudad de Nueva York el 16 de febrero de 1938. Su padre, John Corigliano Sr., fue concertino (violinista principal) de la Filarmónica de Nueva York durante 23 años (entre 1943 y 1966), y su madre, Rose Buzen, es una concertista de piano.  
Estudió composición en la Universidad Columbia y en la Escuela de Música de Manhattan.
Estudió con Otto Luening, Vittorio Giannini y Paul Creston. Han estudiado con él Eric Whitacre, Elliot Goldenthal, Avner Dorman, Mason Bates y Jefferson Friedman.
La mayor parte del trabajo de Corigliano es para orquesta sinfónica completa.
Emplea una gran variedad de estilos, a veces dentro de la misma obra, pero apunta a que su trabajo alcance la audiencia más amplia.
Ha escrito tres sinfonías (para orquesta, orquesta de cuerdas y vientos respectivamente), conciertos para clarinete, flauta, violín, oboe y piano, bandas de sonido de películas, varias obras de cámara (incluido un cuarteto de cuerdas), y una ópera, Los fantasmas de Versalles.
En 1991 recibió el premio Premio Grawemeyer de Composición por su Sínfonía n.º 1. En 2001 recibió el Premio Pulitzer por su Sinfonía n.º 2 para orquesta de cuerdas, que es una expansión (reescrita) de su Cuarteto de cuerdas (de 1995). Fue estrenada en noviembre de 2000 por la Orquesta Sinfónica de Boston (dirigida por Seiji Ozawa). Su música para la película El violín rojo ganó un premio Óscar a la mejor banda sonora.
Corigliano es profesor distinguido de música del colegio Lehman (de la Universidad de la Ciudad, en Nueva York). En 1991 fue nombrado catedrático de la Juilliard School. También en 1991 fue nombrado miembro de la «American Academy and Institute of Arts and Letters» (Academia e Instituto de las Artes y las Letras de EE. UU.), un organismo formado por los 250 artistas, escultores, arquitectos, escritores y compositores más prominentes del país. En 1992, la revista Musical America lo nombró «Compositor del año». El Club Nacional de las Artes (de Nueva York) lo honró con su Medalla de Oro en marzo de 2002.
John Corigliano ha recibido becas de la «Fundación Guggenheim», «National Endowment for the Arts» y «Meet the Composer». Su música ha sido grabada por Sony, RCA, BMG, Telarc, Erato, New World y CRI y publicada exclusivamente por G. Schirmer.

## Premios y distinciones
Premios Óscar
| Año  | Categoría                   | Película       | Resultado |
| ---- | --------------------------- | -------------- | --------- |
| 1981 | Mejor banda sonora original | Altered States | Nominado  |
| 2000 | Mejor banda sonora original | El violín rojo | Ganador   |